# 副蟲鰨
副蟲鰨為輻鰭魚綱鰈形目鰨亞目鰨科的其中一種，為熱帶海水魚，分布於中西太平洋澳洲海域，棲息在底層水域，生活習性不明。